# Associazione Calcio Nuova Maceratese 1994-1995
Questa voce raccoglie le informazioni riguardanti l'Associazione Calcio Nuova Maceratese nelle competizioni ufficiali della stagione 1994-1995.

## Rosa

Marcello Campolonghi, migliore marcatore stagionale dei maceratesi con 8 gol

| N. |                   | Ruolo | Calciatore           |
| -- | ----------------- | ----- | -------------------- |
|    | Italia (bandiera) | A     | Marco Ballini        |
|    | Italia (bandiera) | D     | Costanzio Barcella   |
|    | Italia (bandiera) | A     | Marcello Campolonghi |
|    | Italia (bandiera) | C     | Giuseppe Carillo     |
|    | Italia (bandiera) | C     | Marco Cento          |
|    | Italia (bandiera) | C     | Luca Cerqueti        |
|    | Italia (bandiera) | D     | Stefano Citterio     |
|    | Italia (bandiera) | D     | Alessandro Cocchi    |
|    | Italia (bandiera) | A     | Giancarlo Ferrara    |
|    | Italia (bandiera) | C     | Augusto Gentilini    |
|    | Italia (bandiera) | D     | Marco Grossi         |
|    | Italia (bandiera) | C     | Giovanni Livieri     |
|    | Italia (bandiera) | A     | Fabio Tiberi         |

| N. |                   | Ruolo | Calciatore             |
| -- | ----------------- | ----- | ---------------------- |
|    | Italia (bandiera) | D     | Francesco Lomagistro   |
|    | Italia (bandiera) | C     | Giampaolo Malaspina    |
|    | Italia (bandiera) | D     | Stefano Marcucci       |
|    | Italia (bandiera) | C     | Samuele Marni          |
|    | Italia (bandiera) | P     | Francesco Musarra      |
|    | Italia (bandiera) | P     | Marco Cerioni          |
|    | Italia (bandiera) | D     | Riccardo Onorato (cap) |
|    | Italia (bandiera) | C     | Michele Palazzi        |
|    | Italia (bandiera) | C     | Christian Pallanch     |
|    | Italia (bandiera) | D     | Fabrizio Re            |
|    | Italia (bandiera) | D     | Andrea Silenzi         |
|    | Italia (bandiera) | C     | Suele Pallotta         |
|    | Italia (bandiera) | A     | Cristiano Troli        |

## Risultati

### Serie C2

#### Girone di andata
| 4 settembre 1994 1ª giornata | Maceratese | 1 – 1 | Ponsacco |  |

| 11 settembre 1994 2ª giornata | Livorno | 2 – 1 | Maceratese |  |

| 18 settembre 1994 3ª giornata | Maceratese | 0 – 0 | Fano |  |

| 25 settembre 1994 4ª giornata | Castel di Sangro | 2 – 1 | Maceratese |  |

| 2 ottobre 1994 5ª giornata | Maceratese | 1 – 1 | Fermana |  |

| 9 ottobre 1994 6ª giornata | Cecina | 1 – 0 | Maceratese |  |

| 16 ottobre 1994 7ª giornata | Maceratese | 0 – 0 | Vis Pesaro |  |

| 23 ottobre 1994 8ª giornata | Teramo | 1 – 2 | Maceratese |  |

| 30 ottobre 1994 9ª giornata | Maceratese | 2 – 1 | San Donà |  |

| 6 novembre 1994 10ª giornata | Cittadella | 2 – 0 | Maceratese |  |

| 13 novembre 1994 11ª giornata | Maceratese | 1 – 1 | Giulianova |  |

| 20 novembre 1994 12ª giornata | Maceratese | 1 – 2 | Baracca Lugo |  |

| 27 novembre 1994 13ª giornata | Montevarchi | 1 – 1 | Maceratese |  |

| 4 dicembre 1994 14ª giornata | Maceratese | 0 – 0 | Poggibonsi |  |

| 11 dicembre 1994 15ª giornata | Rimini | 2 – 1 | Maceratese |  |

| 18 dicembre 1994 16ª giornata | Maceratese | 2 – 0 | Giorgione |  |

| 23 dicembre 1994 17ª giornata | Forlì | 0 – 0 | Maceratese |  |

#### Girone di ritorno
| 15 gennaio 1995 18ª giornata | Ponsacco | 1 – 1 | Maceratese |  |

| 22 gennaio 1995 19ª giornata | Maceratese | 0 – 1 | Livorno |  |

| 29 gennaio 1995 20ª giornata | Fano | 1 – 0 | Maceratese |  |

| 19 febbraio 1995 21ª giornata | Maceratese | 0 – 2 | Castel di Sangro |  |

| 26 febbraio 1995 22ª giornata | Fermana | 1 – 1 | Maceratese |  |

| 5 marzo 1995 23ª giornata | Maceratese | 0 – 0 | Cecina |  |

| 12 marzo 1995 24ª giornata | Vis Pesaro | 3 – 1 | Maceratese |  |

| 19 marzo 1995 25ª giornata | Maceratese | 0 – 0 | Teramo |  |

| 26 marzo 1995 26ª giornata | San Donà | 2 – 1 | Maceratese |  |

| 2 aprile 1995 27ª giornata | Maceratese | 3 – 0 | Cittadella |  |

| 9 aprile 1995 28ª giornata | Giulianova | 0 – 2 | Maceratese |  |

| 15 aprile 1995 29ª giornata | Baracca Lugo | 0 – 1 | Maceratese |  |

| 23 aprile 1995 30ª giornata | Maceratese | 1 – 1 | Montevarchi |  |

| 30 aprile 1995 31ª giornata | Poggibonsi | 2 – 1 | Maceratese |  |

| 7 maggio 1995 32ª giornata | Maceratese | 3 – 0 | Rimini |  |

| 14 maggio 1995 33ª giornata | Giorgione | 2 – 0 | Maceratese |  |

| 21 maggio 1995 34ª giornata | Maceratese | 0 – 2 | Forlì |  |